# Eucarta fuscomaculata
Eucarta fuscomaculata är en fjärilsart som beskrevs av Bremer och William Grey 1853. Eucarta fuscomaculata ingår i släktet Eucarta och familjen nattflyn. Inga underarter finns listade i Catalogue of Life.